# Прапор Брянки
Пра́пор Бря́нки — прапор міста Брянка Луганської області. Затверджений 19 грудня 2003 року рішенням сесії міської ради.

## Опис
З авторського опису прапора:
|  | Прямокутне полотнище із співвідношенням сторін 2:3 складається з двох рівновеликих горизонтальних смуг блакитного і зеленого кольорів. На блакитний смузі біля древка три кристала, два і один, дві кирки в косий хрест і написи "Брянка" і "1969". |